# Obizzo Polentani
Obizzo Polentani fou fill i successor de Guiu III Polentani.
El 1389 Guiu III fou empresonat pels sis fills, Bernardí II Polentani, Ostasi II Polentani, Obizzo Polentani, Aldobrandí Polentani, Azzo Polentani i Pere Polentani, i fou deixat morir de gana a la cel·la (1389).
Els sis germans van assolir conjuntament el poder, però Azzo va morir el 1394, Ostasi II el [1396] i Bernardí el 1400 seguit al cap de poc del seu fill Guiu; quan Pere va morir el 1404 les sospites d'una mort no natural dels germans va esclatar, i més encara quan Aldobrandí va morir el 1406. Obizzo va quedar sol al poder.
Obizzo va signar un tractat amb Venècia el 1404 pel que ajudaria a la República contra els marquesos d'Este; també va ser l'aliat el mateix any de Venècia en la guerra contra els Carraresi o Da Carrara, en la qual fou fet presoner i va ser alliberat contra el pagament de rescat (8000 ducats). El desembre del 1406, va demanar la protecció de Venècia i l'enviament d'un podestà, i la garantia de protecció pel seu fill i els seus descendents. En cas de mort sense descendència els seus estats passarien a Venècia. El 20 de juny de 1410 va fer testament instituint hereu al seu fill Ostasi, però amb la condició de no separar-se mai de l'aliança veneciana.
Obizzo va morir el 31 de gener de 1431. Venècia va enviar un proveditore per controlar al jove Ostasi III Polentani.
Es va casar el 1397 amb Lisa Manfredi de la que va tenir una filla anomenada Elisa (casada amb Joan Pio), i al seu hereu Ostasi III. El 1414 es va casar amb Lisa Malatesta de Cesena; i encara es va casar una tercera vegada amb una dama desconeguda amb la que va tenir una filla de nom Cassandra, casada amb Lodovico Valirani de Ravenna 